# R3 (Slowakije)
De R3 is een expresweg in Slowakije. De R3 loopt van de grens met Hongarije (M2) via Krupina tot Zvolen, waar de R3 over 18 kilometer samen zal lopen met R1 en de R2 tussen Budča to Žiar nad Hronom. Tussen Žiar nad Hronom en Ráztočno bij Handlová zal de R3 ook samen lopen met de R2 en verder met de D1. De R2 zal nadien noordwaarts lopen tot de grens met Polen. De expresweg R3 maakt deel uit van de E58, E77, en E571. De R3 is nog in aanbouw; de totale geplande lengte is 220 kilometer.
D1 · D2 · D3 · D4   ·  
R1 · R2 · R3 · R4 · R5 · R6 · R7 · R8